# David Ricketts
David Edward Joseph Ricketts (ur. 7 października 1920 w St. Pancras, zm. 11 sierpnia 1996 w Anglesey) – brytyjski kolarz torowy, brązowy medalista olimpijski.

## Kariera
Największe sukcesy w karierze David Ricketts osiągnął w 1948 roku, kiedy wspólnie z Thomasem Godwinem, Alanem Geldardem i Wilfem Watersem zdobył brązowy medal w drużynowym wyścigu na dochodzenie podczas igrzysk olimpijskich w Londynie. Był to jedyny medal wywalczony przez Rickettsa na międzynarodowej imprezie tej rangi oraz jego jedyny start olimpijski. Nigdy nie zdobył medalu na torowych mistrzostwach świata.